# Prager Jesulein

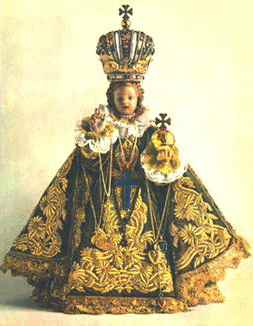
Das Prager Jesulein

Das Prager Jesulein (tschechisch Pražské Jezulátko), auch Prager Jesuskind genannt, ist weltweit eines der bekanntesten Gnadenbilder Jesu. Es gilt als wundertätig und befindet sich in der Kirche Maria vom Siege (Kostel Panny Marie Vítězné) im Karmelitenkloster in Prag. Die 47 cm große bekleidete Figur stellt das Jesuskind im Alter von etwa drei Jahren dar. Es trägt eine Krone und hat die rechte Hand zum Segensgestus erhoben, während es in der linken den Reichsapfel als Symbol der Weltherrschaft hält. Die Holzfigur eines unbekannten Künstlers im Stil der Renaissance stammt aus dem 16. Jahrhundert und ist mit einer farbigen Wachsschicht überzogen. Sein Gesichtsausdruck und die lockigen Haare weisen auf die Herkunft aus Spanien und den von dort eingeführten Jesuskind-Kult hin, der aus der Mystik der spanischen Karmeliten hervorging.

## Geschichte
Der Überlieferung nach soll die Figur bereits im 12. Jahrhundert in einem Kloster zwischen Sevilla und Córdoba von einem Mönch geschnitzt worden sein. Es wurde sogar als Eigentum der Karmelitin und Mystikerin Teresa von Ávila angesehen, die in der katholischen Kirche als Heilige und Kirchenlehrerin verehrt wird. Diese Thesen sind allerdings zweifelhaft, wahrscheinlich wurde die Statue erst in der Mitte des 16. Jahrhunderts in Spanien angefertigt. Ursprünglich befand sich die Figur im Besitz der spanischen Adelsfamilie Manrique de Lara. Als im Jahre 1555 Maria Manrique de Lara den Oberstkanzler von Böhmen, Vratislav von Pernstein heiratete, erhielt sie von ihrer Familie die Figur als Hochzeitsgeschenk und die Figur gelangte so nach Böhmen. Nachdem mit ihrem Enkel Vratislav Eusebius von Pernstein das Geschlecht der Herren von Pernstein 1631 im Mannesstamm erlosch, übergab dessen Tante Polyxena von Lobkowicz die bis dahin als Familienschatz gehütete Figur dem Kloster der Karmeliten auf der Prager Kleinseite. Schon bald darauf wurden zahlreiche Wundertaten des Jesuskindes festgehalten, unter anderem viele Heilungen. Seitdem wird es in einem silbernen Schrein auf dem rechten Seitenaltar der Kirche Maria vom Siege aufbewahrt und als wundertätig verehrt.

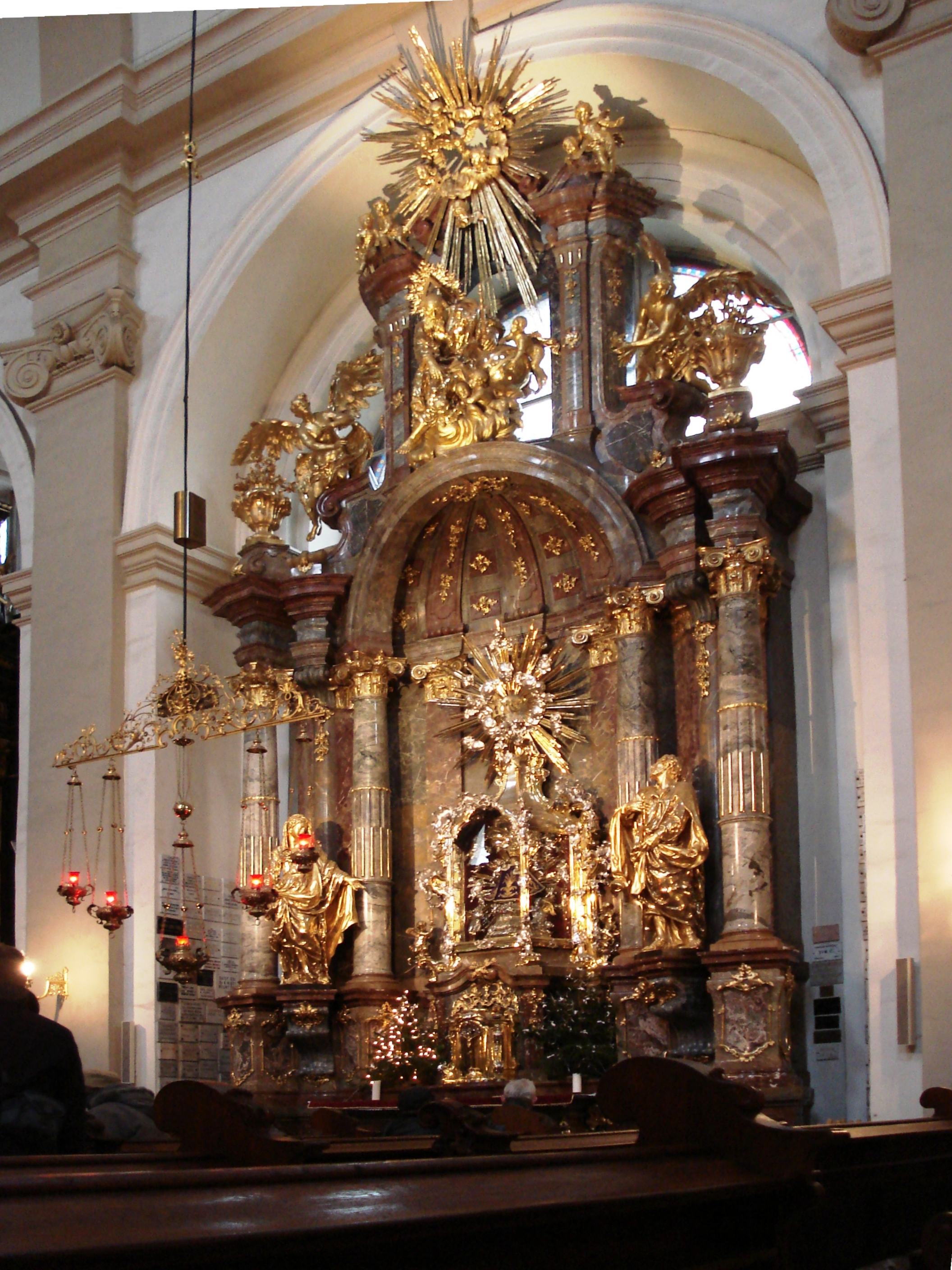
Der Seitenaltar mit dem Prager Jesulein

Im Dreißigjährigen Krieg wurde das Kloster durch die Sachsen geplündert und der Figur wurden die Hände abgeschlagen. Im Jahr 1637 veranlasste der aus Luxemburg stammende Pater der Karmeliten Cyrillus von der Mutter Gottes (lateinisch Cyrilli a Matre Dei, bürgerlich Nikolaus Schockweiler, auch Schowilerg; 1590–1675) die Reparatur und sorgte dafür, dass die Figur wieder aufgestellt wurde. Zudem sorgte er für die Verehrung des Prager Jesulein und pflegte diese. In den folgenden Jahren wurden dem Prager Jesulein wundersame Wirkungen nachgesagt; im Jahre 1655 wurde es durch den damaligen Prager Weihbischof Giuseppe Corti feierlich gekrönt. Die Wiederkehr dieses Krönungsfestes wird alljährlich am ersten Sonntag im Mai gefeiert. Jedes Jahr kommen rund eine Million Pilger zum Gnadenbild des Prager Jesuleins.

## Gewänder

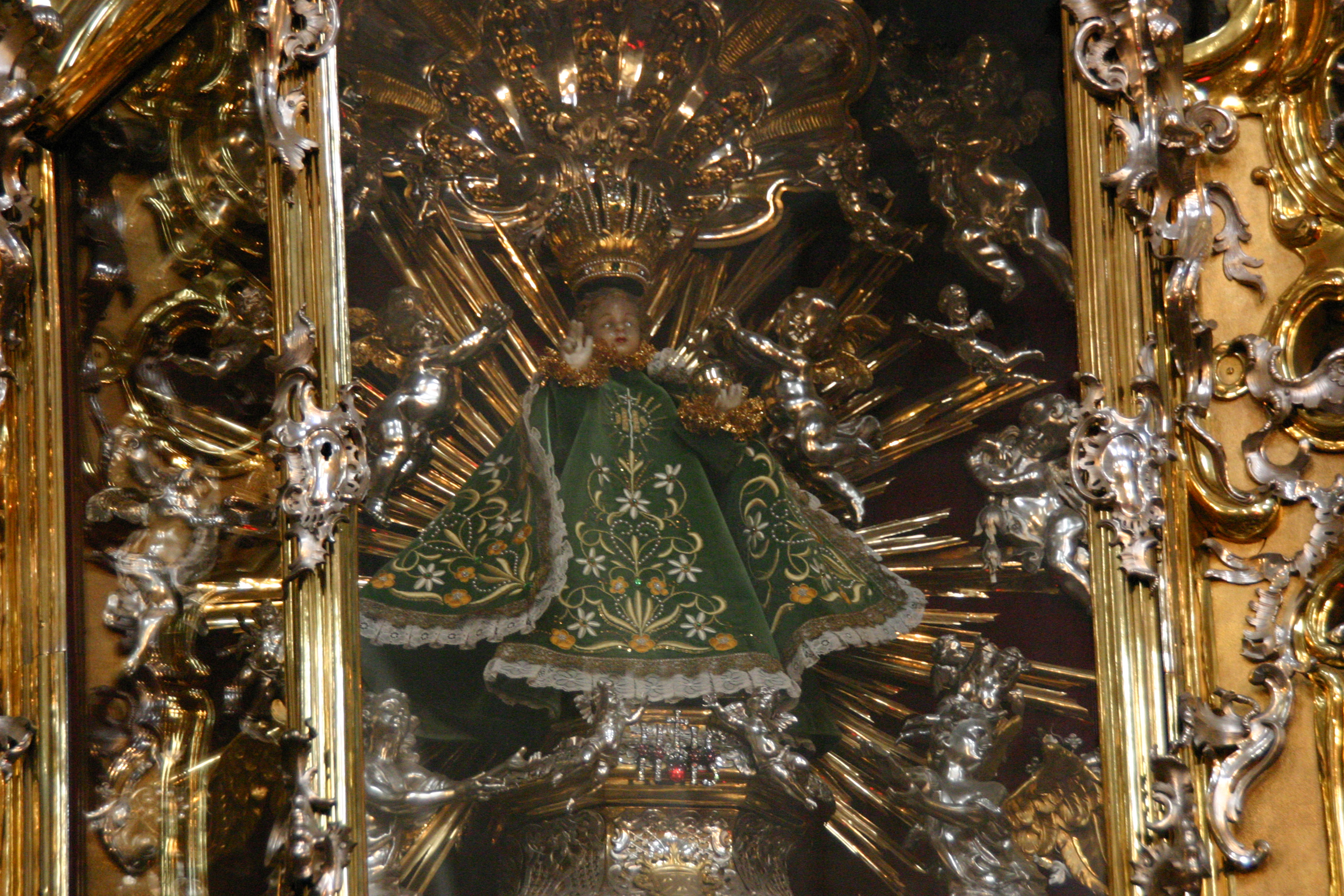
Das Prager Jesulein im grünen Gewand

Es ist ein altes Brauchtum, dem Prager Jesulein als Votivgabe Gewänder zu schenken und es einzukleiden. Gegenwärtig hat das Gnadenbild etwa 100 verschiedene Gewänder aus aller Welt. Das älteste Kleid, ein Geschenk des Königs Ferdinand III., stammt aus der Mitte des 17. Jahrhunderts und ist mit Rauschgoldstickerei ausgeschmückt. Als das wertvollste gilt ein mit Diamanten, Perlen und Granaten besetztes Kleid; es gehört zu rund zwanzig Ausstattungsstücken, welche die böhmische Königin und österreichische Erzherzogin Maria Theresia eigenhändig bestickt haben soll. Das Gewand des Gnadenbildes wird je nach der Zeit im Kirchenjahr oder der Art eines liturgischen Festes gewechselt.

## Krone
Ebenfalls zur Ausstattung des Prager Jesuleins gehören einige goldene Kronen. Die erste Krone ließ 1654 der Oberstburggraf von Böhmen Bernhard Ignatz Borzita von Martinic anfertigen. Weitere stammen aus dem 18. Jahrhundert; sie wurden in Prager Goldschmiedewerkstätten gefertigt. Die jüngste Krone stammt von Papst Benedikt XVI., der das Gnadenbild bei seinem Besuch am 26. September 2009 damit ehrte. In der Zeit des Rokoko wurde dem Jesuskind zusätzlich noch eine Perücke aufgesetzt.

## Gebet des Cyrill
Von Cyrillus von der Mutter Gottes, der als einer der ersten Verehrer des Prager Jesulein gilt, stammt das folgende berühmte Gebet:

„Liebes Prager Jesulein, o segne uns, die Kinder dein!
O Jesus, zu Dir fliehe ich,
Durch Deine Mutter bitt’ ich Dich,
Aus dieser Not woll’st retten mich,
Denn wahrhaft glaube ich an Dich,
Daß du, o Gott, kannst schützen mich.
Vertrauend hoffe ich auf Dich,
Daß Deine Gnad’ werd’ finden ich.
Aus ganzem Herzen lieb ich Dich,
Drum meine Sünden reuen mich,
Von denen, flehend bitt’ ich Dich,
O Jesus, woll’st befreien mich.
Mein Vorsatz ist, zu bessern mich
Und nicht mehr zu betrüben Dich.
Darum Dir ganz ergeb’ ich mich,
Zu leiden mit Geduld für dich
Und Dir zu dienen ewiglich.
Den Nächsten aber, gleich wie mich,
Will wegen Deiner lieben ich.
O Jesulein, ich bitte dich,
Aus dieser Not woll’st retten mich,
Dass einstens kann genießen ich
Mit Josef und Maria dich
Und allen Engeln ewiglich. Amen.“

Zur Verehrung des Prager Jesulein wurden sehr viele Gebete, Lieder und Gedichte verfasst. Sogar der französische Symbolist Paul Claudel widmete dem Prager Jesulein ein Gedicht.

## Nachbildungen
Es existieren zahlreiche Nachbildungen des Prager Jesuleins, unter anderem
- in Österreich:
  - Salzburg: Franziskanerkirche Prager Jesulein, Franziskanerkirche Salzburg

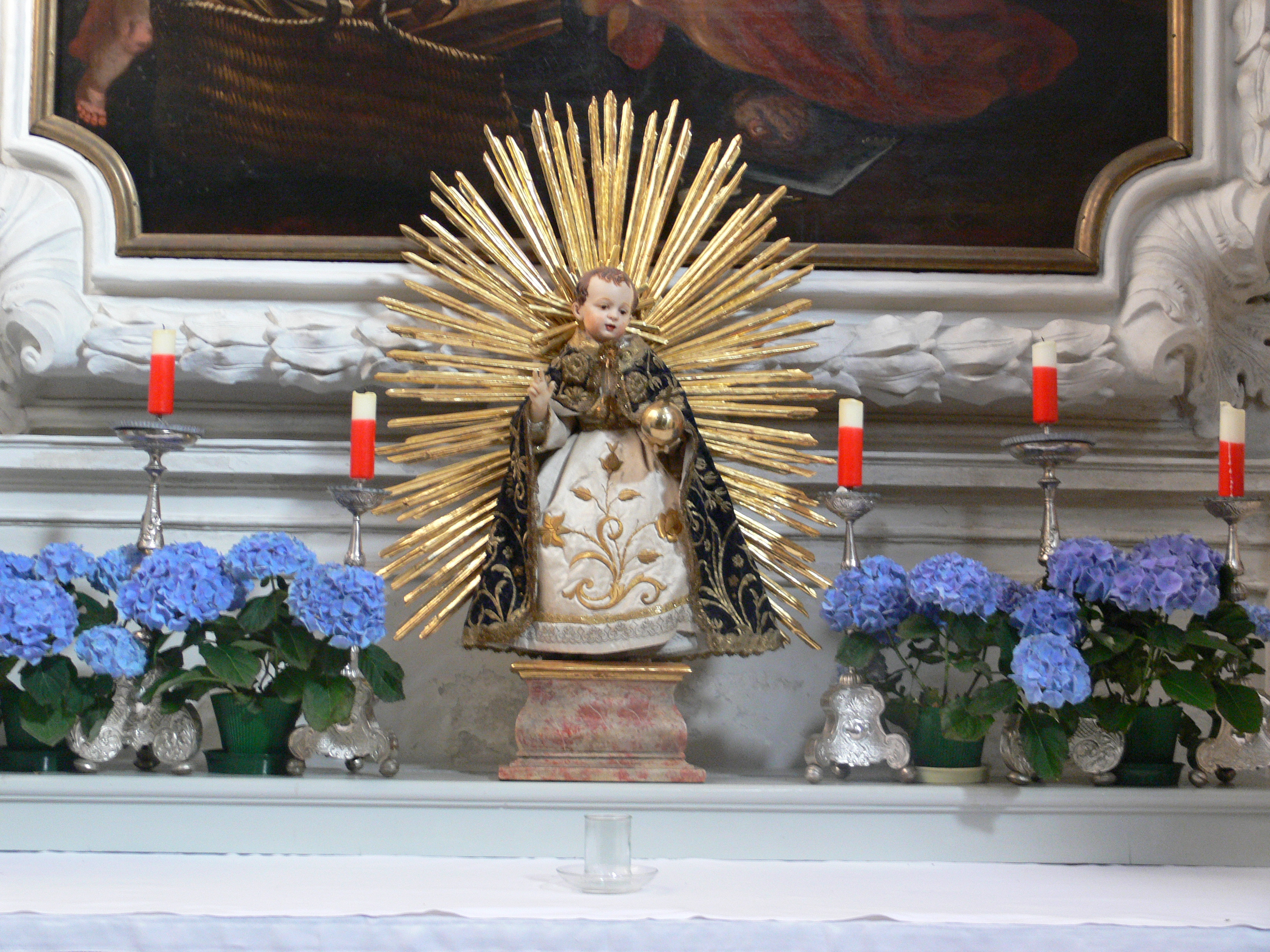
Prager Jesulein, Franziskanerkirche Salzburg

  - Mariastein in Tirol: Kreuzkapelle
  - Wien: Minoritenkirche
  - Semmering: Pfarrkirche zur heiligen Familie
  - Oepping: Pfarrkirche zur Hl. Maria Magdalena
- in Deutschland:
  - Bad Schussenried-Otterswang: St. Oswald
  - Bühlerzell-Schönbronn: Kapelle Maria Immaculata
  - Chamerau im Oberen Bayerischen Wald: St. Peter und Paul; von etwa 1640 bis 1740 fand eine rege Wallfahrt zur dortigen Nachbildung statt. Über die Ankunft des Prager Jesuleins existiert im Ort außerdem eine Sage.
  - Ebersbach-Musbach: St. Michael
  - St. Leodegar (Friedingen) in Singen (Hohentwiel), Baden-Württemberg
  - Kirchheim am Ries: Kloster Mariä Himmelfahrt[4]
  - Ostrach: im Kloster Habsthal
  - Regensburg: in der Karmelitenkirche St. Josef
  - Regensburg: in der ehemaligen Karmelitenkirche St. Theresia
  - Lindenberg im Allgäu: St. Aurelius
  - Tettnang: Georgskapelle
  - Wallfahrtskirche Maria Steinbach/Unterallgäu
  - Kirche Niederdorf – Gemeinde Wolfertschwenden/Unterallgäu
  - Gemeinde Schemmerhofen, Biberach
  - Gemeinde Poppenricht, Traßlberg
- in Frankreich:
  - Joinville, Haute-Marne: Notre-Dame
- in Belgien:
  - Horion-Hozémont[5]
- in Italien:
  - Arenzano: Wallfahrtskirche-Basilika Santuario Gesù Bambino di Praga
  - Rom: St. Francesco
- in Tschechien:
  - Plzeň: Kostelík U Ježíška
- in Nigeria:
  - Benin-City[6]